# Tephrosia brandegei
Tephrosia brandegei är en ärtväxtart som först beskrevs av Paul Carpenter Standley, och fick sitt nu gällande namn av Lawrence Athelstan Molesworth Riley. Tephrosia brandegei ingår i släktet Tephrosia och familjen ärtväxter. Inga underarter finns listade i Catalogue of Life.